# Desmond-opstanden
De Desmond-opstanden hadden plaats van 1569 tot 1573 en van 1579 tot 1583 in de Ierse provincie Munster.
Bij deze opstanden keerden de graaf van Desmond en zijn bondgenoten zich tegen een dreigende uitbreiding van de invloed van Elizabeth I over de provincie Munster. De opstanden waren vooral ingegeven door de wens om de onafhankelijkheid als feodale heren te behouden, maar hadden ook een element van religieuze tegenstellingen tussen katholieke Ieren en de protestantse Engels staat. 
Het resultaat was een nederlaag voor de graaf van Desmond. De dynastie van Desmond hield op te bestaan en er werden Engelse kolonies in Munster gesticht.
- Dit artikel of een eerdere versie ervan is een (gedeeltelijke) vertaling van het artikel Desmond Rebellions op de Engelstalige Wikipedia, dat onder de licentie Creative Commons Naamsvermelding/Gelijk delen valt. Zie de bewerkingsgeschiedenis aldaar.